# WorldCosplay
WorldCosplay（ワールドコスプレ）は株式会社キュアが運営しているコスプレ専門のフォトシェアリングサイト。
2024年7月31日サービス終了。公式サイトはコスプレイヤーSNSアプリ「Otasuke」への移行を促している。

## 内容
姉妹サイトCureの英語版の好調を受け、コスプレイヤーの作品が発表・評価される場として多言語対応のWorldCosplayβ版を2011年12月27日に立ち上げた。
自身のコスプレ写真や自分が撮影したコスプレ写真を投稿できる。
コスプレの盛んな地域の言語である日本語、英語、中国語（繁体字／簡体字）、スペイン語、フランス語、韓国語、タイ語、ポルトガル語、ロシア語、ドイツ語、イタリア語の12の言語に対応している。
2017年12月現在で会員数72万人、画像投稿枚数650万枚。

## 沿革
- 2011年（平成23年）12月27日にWorldCosplayとしてNHN Japanからβ版がリリースされた[1]。
- 2013年（平成25年）3月1日に経営をピクシブ株式会社の子会社、キュア株式会社に移し運営[2]。
- 2015年（平成27年）12月よりCureからCure WorldCosplayへの画像移行ツールの提供開始[3]。
- 2016年（平成28年）3月31日に姉妹サイトCureの閉鎖に伴いブランドを継承し、サービス名称を「Cure WorldCosplay」に変更した[4]。
- 2017年（平成29年）4月1日に株式会社キュアへ事業譲渡され、同社が運営している[5]。
- 2020年（令和2年）サイト名を「WorldCosplay」に変更[6]。
- 2024年（令和6年）7月31日「WorldCosplay」サービス終了。

## 機能

### ダッシュボード
自身がフォローしたコスプレイヤーの新着写真やイベント情報がタイムライン形式で一覧表示される。

### ランキング
ユーザー
コスプレイヤー、カメラマン、クリエイター（衣装/小道具制作者）別に日替わりでランキングが一覧表示される。
プロフィールページにあるランキングはトータルランキングのため、デイリーと順位が違う。
シリーズ（作品）
投稿数集計による週間、月間、累計でのシリーズ（作品）人気ランキング一覧。
タイトルごとに分けられている。
キャラクター
人気シリーズと同じく、投稿数集計による週間、月間、累計でのキャラクター人気ランキング一覧。
タグ
写真ごとに付けることが可能なタグのランキング。このタグを利用して開催されるコスプレコンテストや特集などもある。

### 調べる
国別一覧
登録している国と地域ごとに新着のコスプレ写真が一覧表示される。
東アジア、東南アジア、南アジア、中央アジア、南アメリカ、中央アメリカ、北アメリカ、オセアニア、中東、インド洋地域、ロシア、東ヨーロッパ、西ヨーロッパ、北ヨーロッパ、地中海地域、北アフリカ、東アフリカ、西アフリカ、南アフリカ、中央アフリカ、南極ごとに分類された国で閲覧できる。
イベント
コスプレイベント情報は国別や日付でソート可能。情報内の参加や購読を押すと自分のダッシュボードのタイムラインに情報が流れる。

### アップロード
通常投稿
公開するコスプレ画像に作品名、キャラクター名を指定して投稿する。投稿写真には閲覧に年齢制限を掛けられる。露出度が高い衣装やポージングや血糊やバイオレンスな表現の場合に指定する。
FacebookやTwitterに同時投稿可能である。
インスタント投稿
スマートフォンやタブレット端末からのみ投稿可能で、3日間限定で公開されて期限が来ると削除される。
通常投稿と同じくFacebookやTwitterに同時投稿可能である。

### 収集
お気に入り
ユーザー登録している会員は、自分の好みのコスプレ画像に対して「すき（ハートマーク）」を押すことにより、自分の「すき」リストに自動的に追加される。
フォロー
コスプレイヤーのプロフィールページにある「フォローする」を押すと、そのコスプレイヤーの新着投稿を自身のアクティビティのタイムラインに表示できる。
コレクション
投稿されているコスプレ写真を集めてアルバムパッケージにする機能。追加や削除など自由にできる。

### コミュニケーション
メッセージ
特定のユーザーに第三者から見ることができないテキストメッセージを送る機能。テキストの他にスタンプを送ることも可能。
コメント
コスプレ画像に対し、公開されたテキストコメントを送る機能。メッセージ同様、テキストの他にスタンプを送ることも可能。